# Mogukorovka
Mogukorovka - Могукоровка (rus) - és un khútor del krai de Krasnodar, a Rússia. Es troba al conjunt de llacunes que formen la desembocadura del riu Kirpili. És a 30 km al nord-oest de Kalíninskaia i a 86 km al nord-oest de Krasnodar.
Pertany al khútor de Gretxànaia Balka.